# 1996 EX1
1996 EX1 är en asteroid i huvudbältet som upptäcktes den 15 mars 1996 av NEAT vid Haleakalā-observatoriet.
Asteroiden har en diameter på ungefär 14 kilometer och den tillhör asteroidgruppen Ursula.